# Риллер, Рикардо
Рикардо Риллер Рибейро Лино Сильва (порт.-браз. Ricardo Ryller Ribeiro Lino Silva; род. 27 февраля 1994, Тангара-да-Серра, Мату-Гросу), также известный как Рикардо Риллер или просто Рикардо, — бразильский футболист, полузащитник клуба «Аль-Фейха» из Саудовской Аравии.

## Карьера

### Луверденсе
На юношеском уровне Рикардо выступал за клубы родного для себя штата Мату-Гросу — «Миксто» и «Луверденсе». В ходе сезона 2014 года был переведён в первую команду «Луверденсе» и дебютировал за неё 22 января, выйдя на замену в матче чемпионата Мату-Гросенсе.
С сезона 2015 года Рикардо стал постоянным игроком основного состава, вследствие чего в мае ему было предложено продлить контракт с клубом до конца 2017 года. 29 июля игрок отметился первым голом на взрослом уровне в матче Серии B против «Боа».
28 декабря 2016 года «Луверденсе» отверг предложение «Коритибы» о выкупе прав на Рикардо. В ходе сезона 2017 года полузащитник в 44 матчах во всех турнирах отличился 8 забитыми мячами, а также помог своей команде завоевать Кубок Верди 2017.

### Брага
Несмотря на интерес, проявленный к Рикардо со стороны «Васко да Гама», футболист принял решение о перезде за рубеж и 16 января 2018 года подписал контракт с португальской «Брагой» до конца 2022 года. Дебютировал за основную команду своего нового клуба 10 февраля 2018 года, выйдя на замену в матче чемпионата против «Витории Сетубал». Тем не менее, остаток сезона Рикардо провёл в дубле, выступавшем во Второй лиге. В сезоне 2018/19 вернулся в основную команду «Браги», однако выходил, как правило, только на замену.

#### Ред Булл Брагантино (аренда)
19 июня 2019 года Рикардо вернулся в Бразилию, подписав арендное соглашение сроком на год с клубом Серии B «Ред Булл Брагантино». Став игроком основного состава, помог команде выиграть чемпионат и получить право выступать в Серии A.
24 июня 2020 года аренда игрока была продлена ещё на год. 9 августа он дебютировал на высшем уровне бразильского чемпионата, выйдя в стартовом составе против «Сантоса»

### Аль-Фейха
3 августа 2021 года Рикардо перешёл в саудовский клуб «Аль-Фейха». 19 мая 2022 года вместе с командой одержал победу в Саудовском кубке чемпионов 2022/23, обыграв в финале в серии пенальти «Аль-Хиляль».

## Достижения
«Луверденсе»:
- Победитель Лиги Мату-Гросенсе: 2016
- Обладатель Кубка Верди: 2017

«Ред Булл Брагантино»:
- Победитель Серии B Бразилии: 2019

«Аль-Фейха»:
- Обладатель Саудовского кубка чемпионов: 2021/22